# Arthur Bremer
Arthur Herman Bremer (ur. 21 sierpnia 1950 w Milwaukee) – sprawca zamachu na życie gubernatora Alabamy George’a Wallace’a, który w roku 1972 ubiegał się o nominację Partii Demokratycznej na urząd prezydenta USA.

## Życiorys
Pracował jako stróż w Milwaukee w stanie Wisconsin. Pragnął zwrócić na siebie uwagę opinii publicznej dokonaniem głośnego czynu, jakim byłby zamach na znanego polityka. Miał zamiar zabić George’a Wallace’a. Przygotowywał swój zamach od 1 marca 1972. Miesiąc wcześniej został oskarżony o nielegalne posiadanie broni. Gdy jego strzelba została skonfiskowana, Bremer kupił dwie inne sztuki broni palnej. Przez cały marzec śledził George’a Wallace’a, słuchając jego wszystkich publicznych wystąpień. W kwietniu 1972 planował zastrzelić Richarda Nixona (ówczesnego prezydenta Stanów Zjednoczonych) w trakcie jego oficjalnej wizyty w Kanadzie. Aby tego dokonać, przybył do Kanady, jednak prezydent miał zbyt silną ochronę, a jego wystąpienia były regularnie zakłócane protestami hałaśliwej grupy nieprzychylnych mu słuchaczy, którzy bez przerwy podążali za Richardem Nixonem. Wskutek tego plan zamachu nie powiódł się i Bremer ponownie zdecydował się zaatakować George’a Wallace’a.
Zamachu dokonał 15 maja 1972 w Laurel w Maryland, gdzie kandydat Wallace przebywał w trasie kampanijnej. Bremer pozostał niezauważony w tłumie, gdyż oklaskiwał gorliwie przemówienie gubernatora. Kiedy Wallace zszedł z mównicy i podszedł do zgromadzonych sympatyków, Bremer zaczął nawoływać do siebie polityka, po czym otworzył ogień, gdy ten do niego podszedł. Kule ugodziły cztery osoby: kapitana E. C. Dotharda ze stanowej policji Alabamy (osobistego ochroniarza Wallace’a), wolontariuszkę Dorę Thompson i agenta Secret Service Nicka Zorvasa. Czwartą ofiarą był Wallace, który został sparaliżowany i do końca życia poruszał się na wózku inwalidzkim (zmarł w roku 1998). Zamachowiec opróżnił w ten sposób cały magazynek, zanim nie powaliła go ochrona. Został ujęty na miejscu.
Czyn Arthura Bremera spotkał się z powszechnym potępieniem. Skazano go na 63 lata więzienia. Został zwolniony warunkowo 9 listopada 2007 roku. Jego okres próbny skończy się w 2025 roku. Zakazano mu opuszczania stanu Maryland bez pisemnej zgody kuratora sądowego i poddano elektronicznemu monitoringowi.
Scenarzysta Paul Schrader przyznał, że postać głównego protagonisty filmu Taksówkarz (1976, reż. Martin Scorsese) stworzył na podstawie losów Arthura Bremera.